# Хипс, Джей
Джон Франклин Хипс IV (англ. John Franklin Heaps IV; 2 августа 1976, Нашуа, Нью-Гэмпшир), более известный как Джей Хипс (англ. Jay Heaps) — американский футболист, правый защитник. Тренер.

## Биография

### Молодёжная карьера
Джей играл на уровне колледжей за Университет Дьюка с 1995 по 1998 годы на позиции форварда. Каждые четыре сезона он выбирался в первую символическую сборную Конференции атлантического побережья, трижды был финалистом Германн Авард. В 1998 году выиграл Миссури Атлетик Клуб Авард (лучший игрок среди колледжей года). Также играл в 1996—1999 годах за баскетбольную команду Университета Дьюка под руководством Майка Кшижевски.

### Профессиональная карьера
По завершении обучения в Дюке, Хипс был выбран под общим вторым номером на Драфте колледжей MLS 1999 года клубом «Майами Фьюжн». В том сезоне он был признан новичком года, сыграв за клуб из Флориды 2511 минут в полузащите и обороне. В следующем сезоне, сделав 6 результативных передач и забив 5 голов, он пока единственный раз в жизни был приглашён в сборную всех звёзд MLS, за которую провёл один матч. В сезоне 2001 года был обменян в «Нью-Инглэнд Революшн» на Брайана Дансета. В финале Кубка MLS 2006 года против хьюстонского «Динамо» не забил решающий послематчевый пенальти, удар с которого парировал Пэт Онстед. Обладатель рекордов своего клуба «Нью-Инглэнд Революшн» по количеству матчей и минут, проведённых в регулярном чемпионате.
На февраль 2009 года Хипс провёл больше всех игр в MLS среди американцев, не игравших за сборную, однако 25 июня он был включён в состав звёздно-полосатых на Золотой кубок КОНКАКАФ, а 11 июля дебютировал в рамках группового турнира на поле в матче с Гаити. На том турнире Хипс провёл 4 игры. В финале американцы были разгромлены мексиканцами со счётом 5:0. Начало разгрому положил Джей, сбив в своей штрафной Джованни дос Сантоса, после чего Херардо Торрадо с пенальти открыл счёт, а на 88-й минуте при счёте 4:0 Хипс был удалён за две жёлтых карточки.
3 декабря 2009 года объявил о завершении карьеры игрока.

## Достижения

### Командные
Как игрока сборной США:
- Золотой кубок КОНКАКАФ:
  - Серебряный призёр: 2009

Как игрока «Нью-Инглэнд Революшн»:
- Североамериканская суперлига:
  - Победитель: 2008
- Кубок MLS:
  - Финалист: 2002, 2005, 2006, 2007
- Открытый кубок США:
  - Победитель: 2007
  - Финалист: 2001